# Крэппер, Томас
Томас Крэппер (28 сентября 1836 — 27 января 1910) — водопроводчик, основавший в Лондоне компанию Crapper & Co. Вопреки распространенному мнению, Крэппер не являлся изобретателем унитаза. Однако он изобрёл много других полезных вещей для туалета, таких как бачок для воды, которые стали пользоваться большой популярностью. За высокое качество своей продукции он был награждён королевским орденом.
Крышка люка с названием Крэпперовской компании в настоящее время является одной из достопримечательностей в Вестминстерском аббатстве. Кроме того, компании Thomas Crapper & Co принадлежала первая в мире выставка-продажа ванн, туалетов и раковин, просуществовавшая на Кингз роуд до 1966 года. Производство изделий размещалось по соседству, на Мальборо-роуд (в настоящее время Дрэйкот Авеню).
Заблуждения по поводу исключительной роли Крэппера в создании унитаза были подкреплены его вымышленной биографией, написанной в  1969 году новозеландским сатириком Уоллесом Рэйбёрном.

## Словоcrap
Популярность имени Крэппера поддерживается городской легендой, которая ассоциирует его имя с жаргонным обозначением фекалий, англ. crap. В одном из вариантов, слово придумали американские солдаты, размещённые в Англии во время Первой мировой войны, которые якобы стали говорить «я пошёл к крэпперу», увидев это имя на туалетных бачках.
На самом деле слово англ. crap пришло из среднеанглийского языка. Этимологически слово выводят из нидерл. krappen, «отковыривать, разделять» и старофранцузского фр. crapp, «мусор», от лат. crappa, «мякина». В английском слово вначале обозначало мякину и прочий мусор, Оксфордский словарь замечает, что уже в 1846 году для обозначения туалета используется словосочетание англ. crapping ken, где англ. ken — это «домик».